# Klaus Böwering
Klaus Böwering (* 28. Juni 1936 in Wettringen) ist ein deutscher Dirigent, Komponist, Kantor und Musikpädagoge.

## Leben und Wirken
Klaus Böwering wurde 1936 im westfälischen Wettringen geboren. Auf das Studium der Kirchenmusik in Münster folgte das Kapellmeisterstudium an der Folkwangschule in Essen, und darauf der Beginn seiner künstlerischen Tätigkeit als Kirchenmusiker, Organist, Dirigent und Komponist.
Von 1961 bis 1988 war Klaus Böwering Kantor an St. Dionysius zu Rheine, wo er 1976 gemeinsam mit Hans Gerd Klais den Bau der neuen Orgel konzipierte. Er gab dort und an anderen großen Orgeln in Deutschland zahlreiche Orgelkonzerte. 
Seit 1964 leitet Klaus Böwering die städtischen Musikvereine Rheine und Gronau. Sein musikalisches Wirken hat das Kulturleben dieser Städte maßgeblich geprägt.
1991 gründete er das SOM (Symphonie-Orchester der Musikschule Rheine). Als Gastdirigent arbeitet Klaus Böwering außerdem mit dem Overijßel Philharmonisch Orkest (heute: HET Symfonieorkest), den Prager Philharmonikern, der Jonge Philharmonie Groningen und dem Westfälischen Sinfonieorchester Recklinghausen (heute: Neue Philharmonie Westfalen). Eine besonders fruchtbare Zusammenarbeit verbindet ihn mit dem Orchester der Staatlichen Philharmonie Breslau, zuletzt mit der Uraufführung des Helmuth James Graf von Moltke gewidmeten „Kreisau-Oratoriums“ von Mirosław Gąsieniec in Waldenburg, Breslau, Rheine und Gronau. Die Klangkörper reifen unter dem Dirigat Klaus Böwerings, das sich durch die Verbindung von textlicher Genauigkeit und klanglicher Sensibilität auszeichnet, zu höchster Qualität. Ihm gelingen „Interpretationen von hoher Dichte und Leuchtkraft“ (Recklinghäuser Zeitung).

## Kompositorisches Schaffen
Als Komponist tritt er hervor u. a. durch die Vertonung der Gedichte Georg Trakls. Die Kompositionen Klaus Böwerings zeichnen sich durch stilistische Vielfalt und Unabhängigkeit aus. Ausgehend von traditioneller Instrumentierung, bewegen sie sich im Spannungsfeld zwischen spätromantischer Harmonik und atonaler Expressivität. 

### Werke
Orchester-Lieder und Klavier-Lieder:
- 8 Trakl-Lieder (1982–86)
- 2 Heym-Lieder (1986)
- Lieder nach Ulla Hahn (1985), Theodor Storm, Hermann Hesse

Werke für Chor, Orchester und Orgel: 
- Menschheit (1988, nach Georg Trakl)
- Ich wandte mich (1988)
- Maria durch ein Dornwald ging
- Geistliche Lieder für gemischten Chor
- Ave Maria (2015)
- Requiem für eine Geliebte (2021)

Werke für Klavier und Orchester:
- Imitation

## Auszeichnungen
Als Kirchenmusiker wurde ihm für seine herausragende Tätigkeit vom Bistum Münster im Jahr 1986 die Gregorius-Medaille verliehen. Weitere Auszeichnungen sind der Kulturpreis der Stadt Rheine (1985), die Goldene Stadtplakette der Stadt Gronau (1995) und die Silberne Verdienstmedaille der Stadt Breslau. 2016 wurde das Symphonieorchester der Stadt Rheine, das Klaus Böwering seit seiner Gründung 1991 leitet, mit dem Kulturpreis des Kreises Steinfurt ausgezeichnet.

## Einspielungen
Eine Schallplatteneinspielung entstand im Jahr 1976 an der Klaisorgel in Rheine mit Werken von Franz Liszt, Klaus Böwering, Léon Boëllmann und Pierre Camonin.

## Film
Das WDR-Fernsehen produzierte zu seinem 60. Geburtstag 1996 ein Porträt (Regie: Eva Schötteldreier).